# Bouldié
Bouldié est une commune rurale située dans le département de Didyr de la province de Sanguié dans la région du Centre-Ouest au Burkina Faso.

## Géographie
Situé à 8 km au nord de Didyr, Bouldié est divisé en six quartiers : Sodyr, Paadyr, Dandyr, Ochonchiô, Gorman et Oyonchiô .